# Tour hertzienne de Balachikha

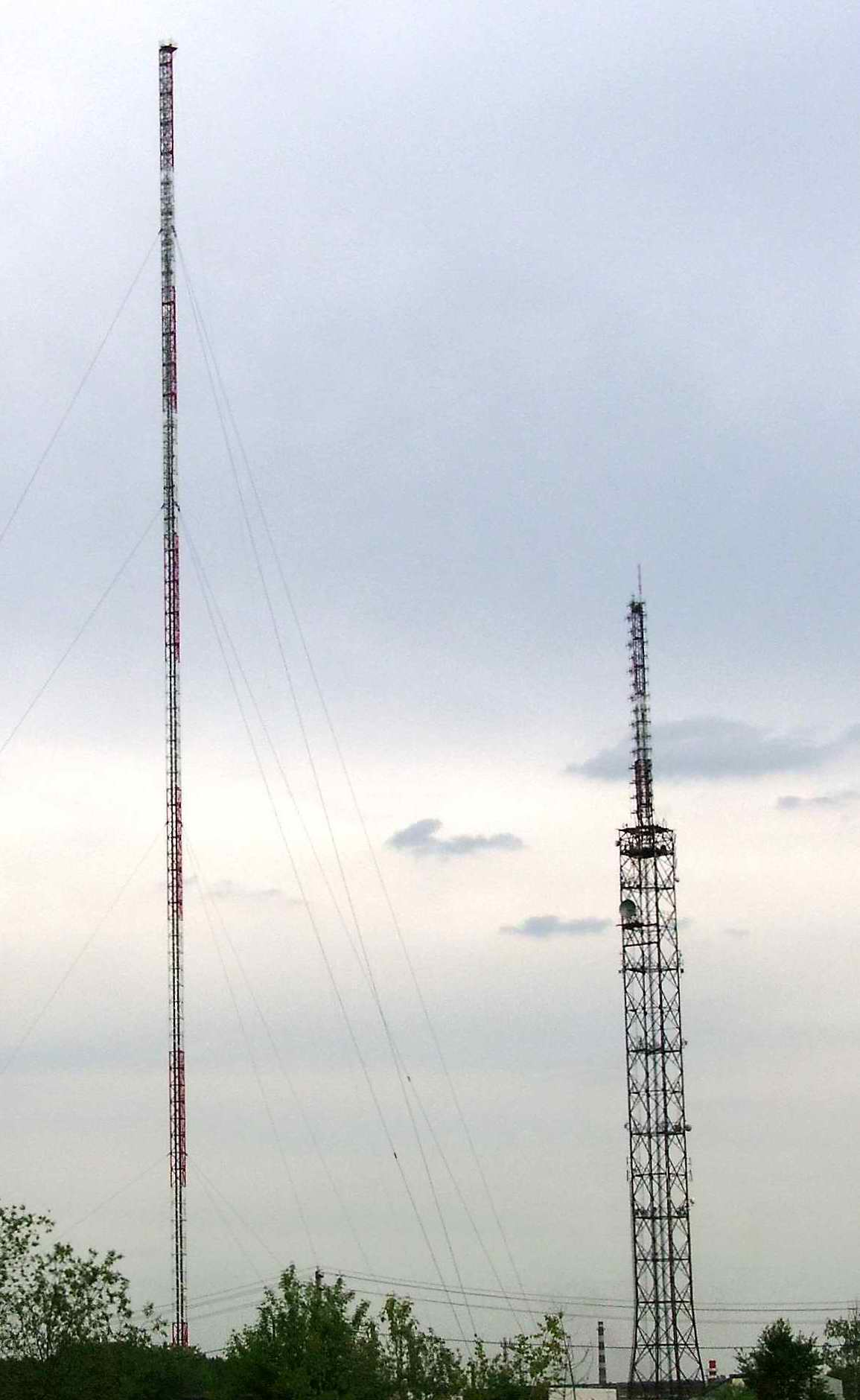
Tour hertzienne de Balachikha

La Tour hertzienne de Balachikha est une tour hertzienne située à Balachikha près de Moscou. Elle a une hauteur de 300 mètres et pèse 421 tonnes. Elle est de coupe triangulaire, d'une largeur de 3,6 mètres et possède 4 niveaux. Elle appartient au 13e centre radio de Moscou.
Le 13e centre de radio de Moscou est une installation de transmission UHF/VHF située sur la commune de Balachikha, à 3,5 kilomètres à l'est du périphérique de Moscou. Cette station a servi pendant l'ère communiste à brouiller les programmes radio occidentaux émis sur ondes courtes, grâce à une antenne composée de sept mâts haubanés en treillis métallique à section triangulaire reliés par une poutre transversale. Cette activité de brouillage a cessé au milieu des années 1980. Après le 14 mars 1989, l'antenne a servi aux transmissions à destination des minorités lituaniennes de la région. Une tour en treillis métallique haute de 176 m a ensuite été érigée pour transmettre dans les fréquences de l'Organisation Internationale de Radiodiffusion et de Télévision. En 2005, une nouvelle tour destinée aux émissions FM a été construite par la compagnie russe Stako. Cette tour fait 3,6 m de large et était à l'origine prévue pour atteindre 460 m de haut sur six niveaux. Elle s'élève aujourd'hui seulement à 300 m et comporte quatre niveaux. Le 13e centre de radio a cessé ses émissions en ondes courtes et les mâts qui les diffusaient ont été démantelés entre 2002 et 2007.

## Fréquences

### OIRT-Band
| Transmitter Name | Frequency | ERP |
| ---------------- | --------- | --- |
| Авторадио        | 68,0 MHz  |     |
| РСН              | 69,26 MHz |     |

### Standard FM-Band
| Transmitter Name                  | Frequency | ERP |
| --------------------------------- | --------- | --- |
| «City-FM»                         | 87,9 MHz  |     |
| «Юмор-FM»                         | 88,7 MHz  |     |
| «Мегаполис-FM»                    | 89,5 MHz  |     |
| «Радио Мелодия»                   | 89,9 MHz  |     |
| «Авторадио»                       | 90,3 MHz  |     |
| «Релакс-FM»                       | 90,8 MHz  |     |
| «Радио Культура»                  | 91,6 MHz  |     |
| «Говорит Москва»                  | 92,0 MHz  |     |
| «Радио Карнавал»                  | 92,8 MHz  |     |
| «Радио Спорт»                     | 93,2 MHz  |     |
| «Радио Звезда»                    | 95,6 MHz  |     |
| «Радио России»                    | 97,6 MHz  |     |
| «Русские Песни»                   | 98,8 MHz  |     |
| «Best-FM»                         | 100,5 MHz |     |
| «Первое Популярное Радио - Попса» | 102,5 MHz |     |
| «Радио Шансон»                    | 103,0 MHz |     |
| «NRJ»                             | 104,2 MHz |     |
| «Русская Служба Новостей»         | 107,0 MHz |     |
| «Милицейская волна»               | 107,8 MHz |     |

## Liens
- http://fr.structurae.de/structures/data/index.cfm?ID=s0020318